# Dimitrij Zvonimir
Dimitrij Zvonimir (hrvaško Dmitar Zvonimir), hrvaški kralj, * ?, † 20. april 1089. Vladal je od 1076 - 1089.

## Življenje
O Zvonimirjevem izvoru nimamo nobenih trdnih podatkov: bil naj bi iz rodu Trpimirovićev, najverjetneje je bil potomec kralja Svetoslava Suronje in daljni sorodnik kralja Petra Krešimira, nekateri pa dopuščajo tudi možnost, da izhaja iz nekega drugega uglednega hrvaškega rodu ali plemena. Edini zanesljiv podatek o Zvonimirjevih sorodnikih je iz šibeniške razsodbe iz leta 1078, v kateri je omenjen neki Streza, ki je bil Zvonimirjev stric po materini strani. Zvonimir je bil oženjen s Heleno Lepo (hrvaško Jelena Lijepa), hčerjo ogrskega kralja Béle I. in sestre ogrskega kralja Ladislava I. Imel je sina Radovana in hčer Klavdijo, ki se je poročila s pripadnikom Lapčanov. Dimitrij Zvonimir je verjetno umrl naravne smrti. Najprej je bil pokopan v stolni cerkvi svete Marije v Kninu, pozneje pa so ga prenesli v Solin.

## Politični dosežki

### Vladar Slavonije in sovladar kralja Petra Krešimirja IV.
Zvonimir je bil sprva ban v stari Slavoniji, ki se je raztezala od Drave do Gvozda in do Kranjske in Karantanije/Koroške. V tem času so Korošci za kratek čas uspeli razširiti svojo oblast nad del bizantinske Dalmacije, ki je obsegal istransko Meranijo, kvarnerske otoke in Hrvaško primorje. Po smrti Ulrika Weimar-Orlamundeja leta 1070 je Zvonimirju s pomočjo Ogrske uspelo Karantancem oz. Korošcem iztrgati njihove pridobitve in svojo oblast razširiti na Hrvaško primorje in na otoke Krk, Rab in Osor.
Možno je, da so Zvonimirju Madžari že pred letom 1075 priznavali naziv kralja (rex). V času hrvaškega vladarja Petra Krešimira sta se za versko prevlado borili narodna oziroma glagoljaška stranka in papeška oziroma latinska stranka, kateri je pripadal tudi Zvonimir. Že leta 1070 je Zvonimir postal sovladar Petra Krešimira IV., ki je dotedanjega sovladarja in nečaka, vojvodo Štefana, odstavil in ga zaprl v samostan. Krešmir je moral oblast verjetno deliti predvsem na področju Slavonije, toda tudi dalmatinska mesta so svojo avtonomijo branila z navezovanjem na Normane in slednji so leta 1075 hrvaškega vladarja, najverjetneje še Petra Krešimirja premagali, verjetno ujeli in odpeljali v ujetništvo. Obstaja tudi možnost, da je bil dejansko zajet Zvonimir- med tem, ko naj bi imel Peter Krešimir IV. z Normani in papežem dobre odnose, so Normani napadli predvsem Zvonimirjeve obmorske posesti Rab, kar bi lahko pomenilo, da je bil normanski napad usmerjen na Zvonimirja, in da Zvonimir tedaj morda še ni bil pripadnik papeške stranke. Zvonimir bi tudi gotovo imel velik interes za povezovanje s papežem – med Hrvati je veljal za tujca (Slavonca), hkrati pa bi prestop v papeško stranko razrešil dalmatinsko politično vprašanje. Najkasneje ob koncu vladavine Petra Krešimirja Zvonimirja najdemo v papeški stranki. To je imelo za njegovo vladavino ugodne posledice: položaj Bizanca je bolj in bolj slabel, Benečani se je pridružila nasprotnikom vse močnejšega papeštva. Tako je Zvonimir sprejel tedanjo doktrino papeža, ki naj bi imel pravico podeljevati krono in priznavati posedovanje zemlje, in se dal okronati s strani odposlancev Gregorja VII. (1073–1085).

### Hrvaški kralj po papeževi volji
V septembru leta 1074 ali 1075 ali 1076 je Gregor VII. poslal svoja legata Gebizona in Fulkona z namenom, da se razreši vprašanje samostojnosti enotne hrvaško-dalmatinske države. Zatem, ko je Zvonimir prisegel, da bo zvest podanik papežu, ga je odposlanec Gebizon v nedeljo, 8. oktobra 1075, ali 8. oktobra 1076 v Solinu okronal s kraljevsko krono in mu predal druge simbole kraljevske oblasti in papeško zastavo. Tedaj je Zvonimir prejel tudi krščansko ime Dimitrij. Večina ljudstva je bila v njegovem času še svobodna  in verjetno je bil poleg kronanja izvoljen tudi s strani predstavnikov ljudstva.
Novookronani kralj je Svetemu sedežu obljubil: da se bo zavzemal za versko obnovo in branil Cerkev, da bo papežu letno daroval določeno vsoto denarja, da bo pazil, da se Cerkvi dajejo desetine, da bo preprečeval prodajanje ljudi v sužnost. Hkrati je papežu daroval samostan svetega Gregorja v Vrani. S sprejetjem papeške doktrine, podpiranjem reformnega gibanja in nudenjem jamstva cerkvenim interesom na Hrvaškem ter obljubo glede verskega in družinskega življenja, je kralj Zvonimir zagotovil politično in obrambno zvezo s Svetim sedežem, državnopravno priznanje Kraljevine Hrvaške (latinsko regnum Dalmatiae et Chroatiae) in njen stabilen mednarodni položaj.

### Obseg in moč Zvonimirjeve oblasti
Zvonimirjeva ozemeljska oblast je morda segala vse do Srema, po drugi strani pa je zavladal nad celotno bizantinsko temo Dalmacijo, od koder je uspel izriniti Benečane. Dalmatinska mesta so bila namreč bolj povezana z zaledjem kot pa z Benetkami. Toda kljub nazivu kralj Hrvaške in Dalmacije pa Zvonimir nad dalmatinskimi mesti prave oblasti verjetno ni imel, saj so se slednja lahko proti Hrvatom in Bizantincem postavljala po robu s pomočjo Normanov in normanskega voditelja Roberta Guiskarda. Vsaj del mest je bil od Zvonimirjeve politike dejansko neodvisen. V tej luči je zanimivo dejstvo, da je Zvonimir težišče Hrvaške prenesel v notranjost in je prestoloval v Kninu. Poleg tega je zaradi spora z istranskim fevdalcem Vecelinom, ki je spadal v protipapeški tabor nemškega cesarja, in posledične papeževe intervencije Zvonimir izgubil nadzor nad Meranijo, ki so jo Hrvati izgubili za dolga stoletja. Da kraljeva oblast ni mogla biti zelo močna kaže tudi dejstvo, da je bila kraljevska posest Trpimirovićev tedaj zelo skromna, Zvonimir pa je moral naklonjenost pridobivati z razdajanjem kraljevih pravic do mitnin in drugih dajatev.
Zvonimir je leta 1083 na papeški in normanski strani sodeloval pri obleganju Drača, zaradi česar je bizantinski vladar Aleksej I. Komnen upravljanje teme Dalmacije prepustil Benečanom, kar so slednji pričeli uveljavljati takoj po Zvonimirjevi smrti. Uvajanje latinskega jezika v bogoslužje, bojevanje na tujih bojiščih je pri hrvaškem ljudstvu poleg tega vzbujalo vse večji odpor, kar je po Zvonimirjevi smrti prispevalo k nastajanju izrednih razmer.
Ker večjih vojskovanj in hudih notranjih sporov na samem Hrvaškem v njegovem času ni bilo, se je okrepil razvoj gospodarstva in kulture. Cerkve in samostane je bogato obdaroval, tako je v matični škofiji blizu Knina zgradil trikotno baziliko. Od vseh njegovih darov pa je najbolj poznan dar samostan svete Lucije v Baški na otoku Krku, saj so redovniki okoli leta 1100 dali v glagolici vklesati napis o darovanju na tako imenovano Baščansko ploščo, na kateri se omenja Zvonimirjevo ime in tudi starohrvaški naziv za vladarja – 'kral'.

## Zvonimir v hrvaški politični mitologiji
Znana je legenda o nasilni smrti kralja Zvonimirja in o 900-letnem prekletstvu. Toda Zvonimir je najverjetneje umrl naravne smrti. Legenda o nasilni smrti, do katere naj bi prišlo zaradi zavzemanja za križarsko vojno, se je oblikovala šele kasneje - niti bizantinski cesar niti rimski papež poziva na križarsko vojno tedaj sploh še nista objavila. Po legendi o smrti naj bi bil Zvonimir umorjen 20. aprila 1089 na Kosovu (danes Biskupija) blizu Knina. V tem času so Pečenegi na spodnji Donavi porazili bizantinskega cesarja Alekseja I. Komnena, Seldžuki pa so osvojili Jeruzalem. Aleksej je zaprosil papeža Gregorja VII. za pomoč pri osvoboditvi Jeruzalema, hkrati je enako zaprosil tudi Dimitrija Zvonimirja. Zvonimir je sklical zbor na Kosovu pri "petih cerkvah", ob omenitvi vojne v tujini pa naj bi ga nezadovoljneži ubili. Omembo vladarjeve nasilne smrti najdemo že v Letopisu popa Dukljana. Najdemo pa jo tudi v delih Historia salonitana maior iz 16. stoletja in v delu Chronicom breve regni Croaciae. V novejši literaturi se je pojavilo stališče, da je legenda o nasilni smrti kralja Zvonimirja v resnici le predelava češke legende o smrti kneza Venceslava.

## Epitaf
- v Solinskem mavzoleju je Tomaž Arhidiakon opazil epitaf in ga zapisal v delu Historia salonitanorum pontificum:

| Hrvaško besedilo: 1. Tko će moći suzdržati narod, da ne uzdiše, 2. kada bude gledao ovaj grob, doista vrijedan oplakivanja? 3. Jer u ovoj tami počiva svijetla zvijezda 4. uzvišena podrijetla. Kako li se čudno trne! 5. Jer njezina se divljačka smrt može s proklinjanjem tumačiti 6. crnim zločinima opakoga naroda 7. bijesni popustiše do krajnosti srcu 8. i najtežim umorstvom pogubiše kralja 9. krepke snage, rukom moćnoga, 10. pobožnoga zvonimira, beskrajno poštenoga, 11. koji je bio njihov štit protiv dušmanima, 12. navikao da satire nepijateljska vrata, 13. oplakujte, prvaci, već jednom glavara časti, 14. starci i mladići hrvatske zemlje, 15. jer što bijaše prva svečanost kraljevstva 16. i ujedno čast i slava, sada je propalo. | Slovensko besedilo: 1. Kdo bo lahko zadržal narod, da ne vzdihuje, 2. ko bo gledal ta grob, zares vreden objokovanja? 3. Ker v tej temi počiva svetla zvezda 4. vzvišenega porekla. Kako se čudno spreletava! 5. Ker njena se divjaška smrt lahko s preklinjanjem razloži 6. črnim zločinom hudobnega naroda 7. besni popuščajo do skrajnosti srcu 8. in z najtežjim umorom pogube kralja 9. krepke moči, močnih rok, 10. pobožnega zvonimirja, neskončno poštenega, 11. ki je bil njihov ščit proti sovražnikom 12. navajen streti sovražnikova vrata 13. objokujte, prvaki, že enkrat glavarja časti, 14. starci in mladostniki hrvaške zemlje, 15. ker kar je bilo prvo slavje kraljestva 16. in obenem čast in slava, je zdaj propadlo. |  |